# Jack Smith (právník)
John Luman Smith (* 5. červen 1969) je americký právník, který pracuje na ministerstvu spravedlnosti Spojených států amerických jako asistent státního zástupce, zastupující státní zástupce a vedoucí oddělení pro veřejnou integritu. Byl také hlavním žalobcem u kosovských specializovaných senátů, mezinárodního tribunálu v Haagu, jehož úkolem je vyšetřovat a stíhat válečné zločiny ve válce v Kosovu.
V listopadu 2022 Smithe jmenoval generální prokurátor Merrick Garland nezávislým zvláštním poradcem, který měl dohlížet na dvě již existující trestní vyšetřování bývalého prezidenta Donalda Trumpa vedená ministerstvem spravedlnosti: jedno se týkalo Trumpovy role při útoku na americký Kapitol z 6. ledna a druhé údajného špatného nakládání s vládními záznamy včetně utajovaných dokumentů. Případ dokumentů vyústil v červnu 2023 v obvinění Trumpa v 37 bodech obžaloby, k nimž byly později v červenci přidány tři body obžaloby. V srpnu vyústil případ z 6. ledna v obvinění ze čtyř bodů obžaloby.

## Raný život a vzdělání
Smith se narodil 5. června 1969. Vyrůstal ve městě Clay ve státě New York, na předměstí Syrakus. V roce 1987 absolvoval Liverpoolskou střední školu, kde hrál americký fotbal a baseball. Poté studoval politologii na Státní univerzitě státu New York v Oneontě, kterou absolvoval v roce 1991 s titulem bakalář umění s vyznamenáním. Smith poté navštěvoval Harvardskou právnickou fakultu, kterou absolvoval s vyznamenáním v roce 1994 s titulem doktor práv.

## Kariéra
Po absolvování právnické fakulty nastoupil Smith do kanceláře okresního prokurátora na Manhattanu, kde působil jako asistent okresního prokurátora. Byl členem oddělení pro sexuální trestné činy a domácí násilí v kanceláři státního zástupce. V roce 1999 nastoupil do úřadu státního zástupce Spojených států pro východní obvod New Yorku. Jako asistent státního zástupce v brooklynské kanceláři vedl trestní stíhání policistů, kteří brutálně a sexuálně napadli Abnera Louimu, a případ směřující k trestu smrti – který byl později zrušen – proti Ronellu Wilsonovi, který zavraždil dva příslušníky newyorské policie.
V letech 2008-2010 pracoval Smith jako koordinátor vyšetřování v Úřadu žalobce Mezinárodního trestního soudu v nizozemském Haagu. V této pozici dohlížel na případy proti vládním úředníkům a členům milicí obviněným z válečných zločinů a genocidy. V roce 2010 se Smith vrátil do USA, kde se stal vedoucím sekce veřejné integrity (Public Integrity, PIN) amerického ministerstva spravedlnosti. Mezi jeho první povinnosti patřilo vyhodnocování probíhajících vyšetřování a doporučil uzavřít vyšetřování několika členů Kongresu. Ve funkci šéfa PIN strávil pět let a vedl celou řadu korupčních případů, mimo jiné proti guvernérovi Virginie Bobu McDonnellovi, zástupci USA Ricku Renzimu, předsedovi newyorského státního shromáždění Sheldonu Silverovi a Jeffreymu Sterlingovi, agentovi Ústřední zpravodajské služby, který se podělil o státní tajemství.

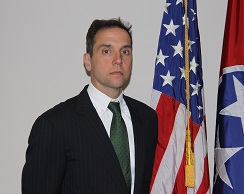
Smith v roce 2017, kdy zastával funkci státního zástupce pro střední okrsek Tennessee

V roce 2015 se Smith stal asistentem amerického státního zástupce ve středním okrsku Tennessee v Nashvillu. V březnu 2017 se stal zastupujícím státním zástupcem po odstoupení Davida Rivery a po jmenování Donalda Q. Cochrana rezignoval s účinností od září 2017. V roce 2017 se Smith stal viceprezidentem a vedoucím oddělení soudních sporů společnosti Hospital Corporation of America.
Dne 7. května 2018 byl Smith jmenován na čtyřleté funkční období hlavním prokurátorem specializovaných senátů pro Kosovo v Haagu, které vyšetřují válečné zločiny ve válce v Kosovu, včetně případu Saliha Mustafy. Funkce se ujal 11. září 2018 a 8. května 2022 byl jmenován na druhé funkční období. 18. listopadu 2022 odstoupil.

### Zvláštní poradce Spojených států

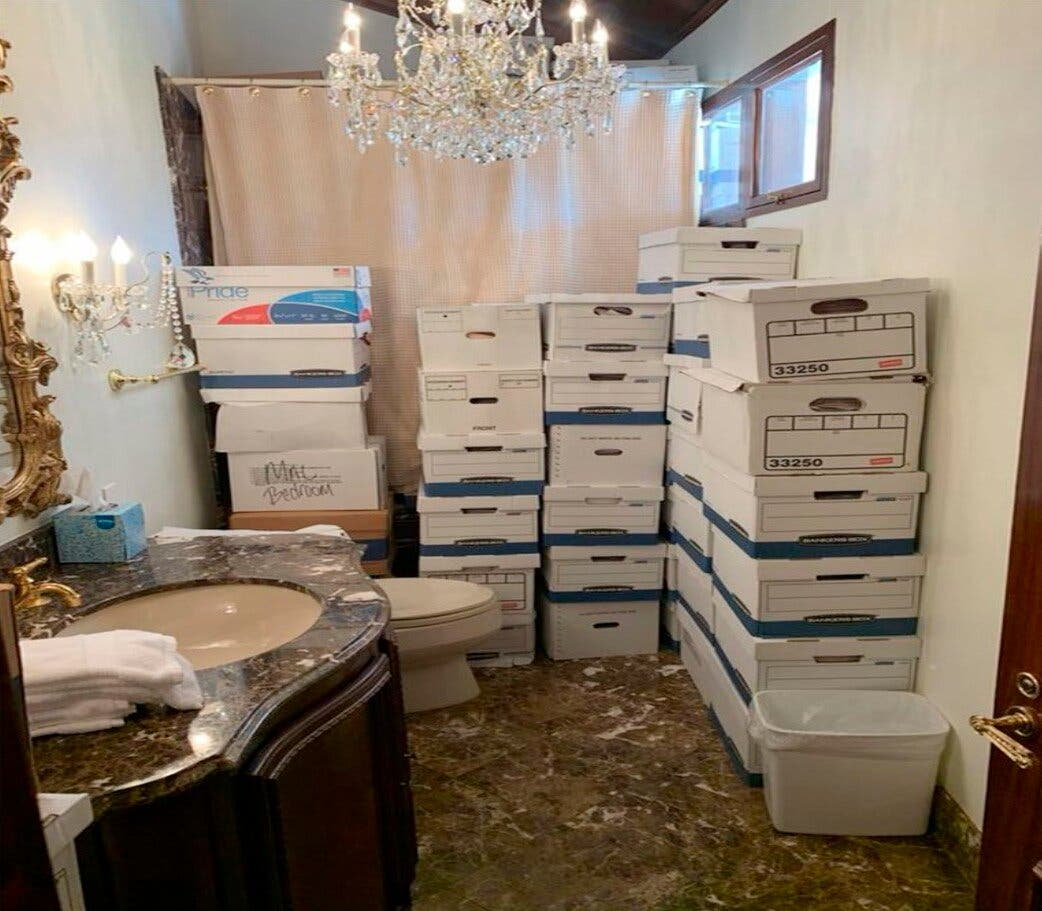
Krabice s dokumenty v koupelně v Mar-a-Lago vyfotografované ministerstvem spravedlnosti

Dne 18. listopadu 2022 jmenoval generální prokurátor Spojených států Merrick Garland Smithe zvláštním poradcem, aby dohlížel na trestní vyšetřování kroků Donalda Trumpa v souvislosti s útokem na Kapitol v USA z 6. ledna 2021 a na Trumpovo nakládání s vládními dokumenty včetně utajovaných dokumentů a jejich uchovávání v jeho sídle Mar-a-Lago. Zpočátku pracoval z Nizozemska, zatímco se zotavoval ze zlomeniny nohy, kterou si poranil při jízdě na kole. Počátkem ledna 2023 se Smith vrátil do USA.
Dne 8. června 2023 velká porota obvinila Trumpa ze sedmi federálních trestných činů. Bylo to poprvé v americké historii, kdy byl úřadující nebo bývalý prezident obviněn z federálního trestného činu. 1. srpna byl Trump velkou porotou obviněn z dalších čtyř federálních trestných činů, které se týkaly jeho pokusů o zvrácení prezidentských voleb v roce 2020 a jeho chování během útoku na Kapitol z 6. ledna.
V listopadu 2024 však Trump vyhrál prezidentské volby, v lednu 2025 se opět ujal funkce prezidenta a v srpnu 2025 zahájil vládní úřad pro dohled nad politickou neutralitou vyšetřování Smithe z důvodu možného porušení principu politické nestrannosti.

## Ocenění
- Cena ředitele Ministerstva spravedlnosti USA
- Cena generálního prokurátora USA za vynikající službu
- Cena pro mladší federální právníky udělovaná Federální advokátní komorou
- Cena Charlese Rosea udělovaná Asociací východního okresu
- Medaile Henryho L. Stimsona udělovaná Asociací právníků okresu New York
- Wassersteinovo stipendium na Harvard Law School

## Osobní život
Smith se věnuje závodně triatlonu, plavání se začal věnovat po třicítce. Absolvoval více než 100 triatlonů a nejméně devět závodů Ironman po celém světě. V červenci 2011 se oženil s Katy Chevigny, dokumentaristkou známou díky dokumentu Becoming o Michelle Obamové z roku 2020. Mají spolu dceru. Od roku 2018 žili v Nizozemsku, v prosinci 2022, krátce poté, co byl Smith jmenován zvláštním poradcem, se přestěhovali do Washingtonu.